# Lepechinella eupraxiella
Lepechinella eupraxiella is een vlokreeftensoort uit de familie van de Atylidae. De wetenschappelijke naam van de soort is voor het eerst geldig gepubliceerd in 1973 door J.L. Barnard.